# Kościół Mariacki we Frankfurcie nad Odrą
Kościół Mariacki we Frankfurcie nad Odrą (niem. St. Marien Kirche) – kościół w stylu ceglanego gotyku we Frankfurcie nad Odrą, znajdujący się nieopodal miejskiego ratusza i kilkaset metrów od dawnego przejścia granicznego z Polską.
Początek jego budowy zbiegł się w czasie z nadaniem praw miejskich Frankfurtowi nad Odrą w 1253 zaś wzniesienie całej kubatury zajęło około 250 lat.
W 1426 w kościele pojawił się duży dzwon, który dzwonił tonem d. Obecnie nie wisi już w kościelnej wieży, tylko stoi nieopodal kościelnych murów.
W 1945 niemal kompletnie zniszczony, po wojnie odbudowany. W 2002 Rosjanie oddali zrabowane z kościoła witraże.

## Galeria

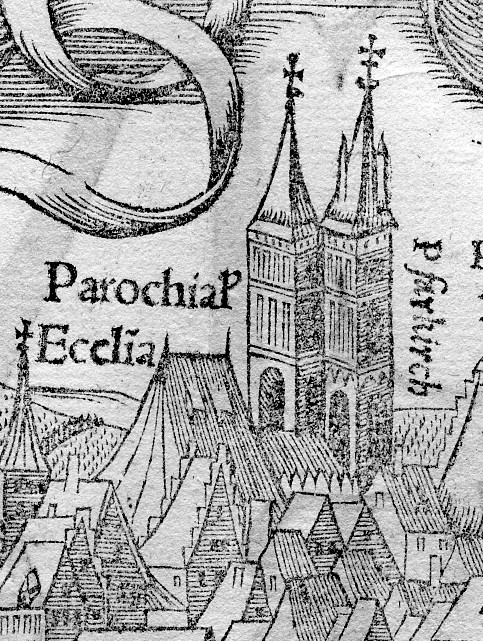
St. Marien Kirche, 1550
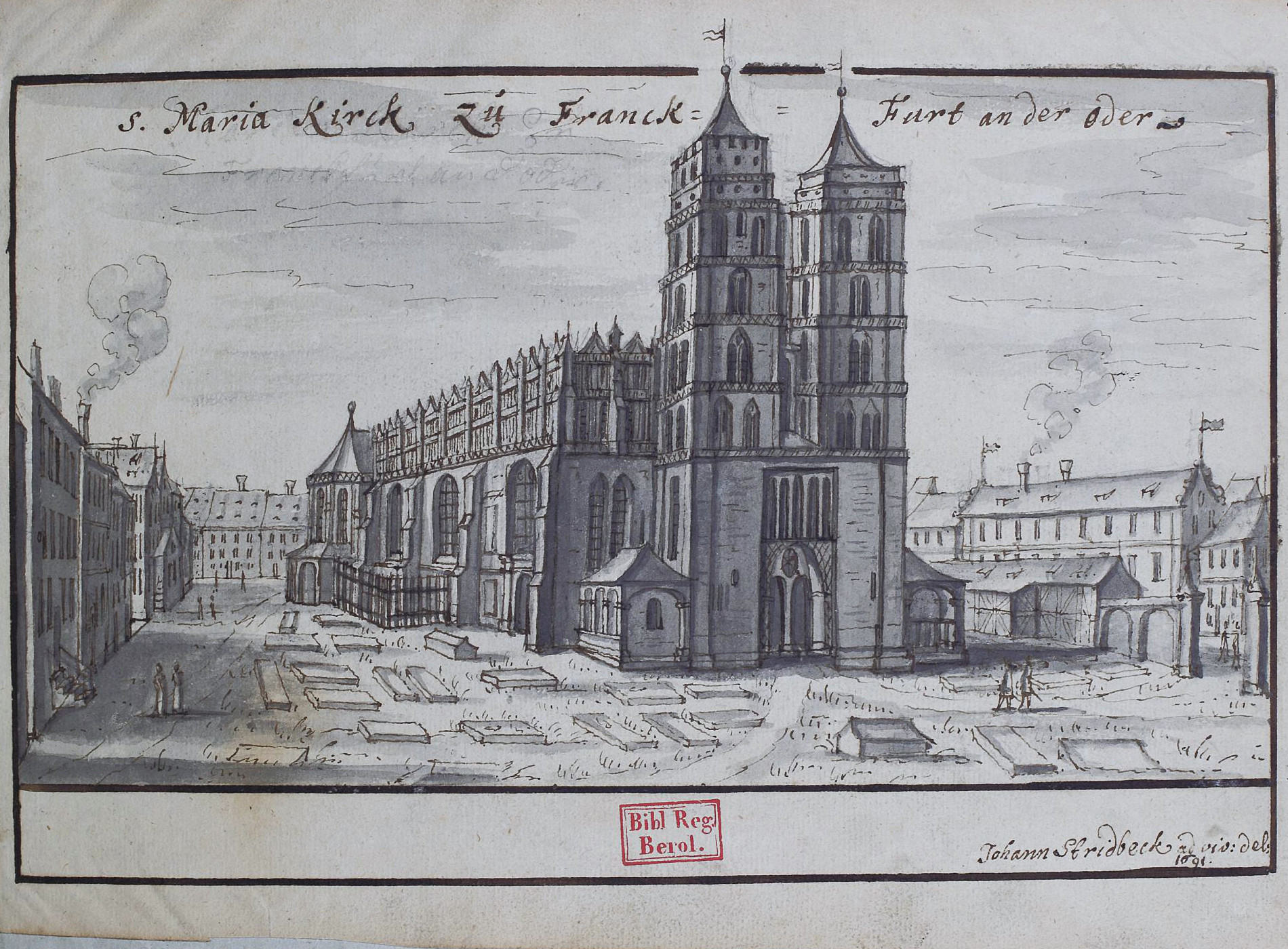
St. Marien Kirche, 1690
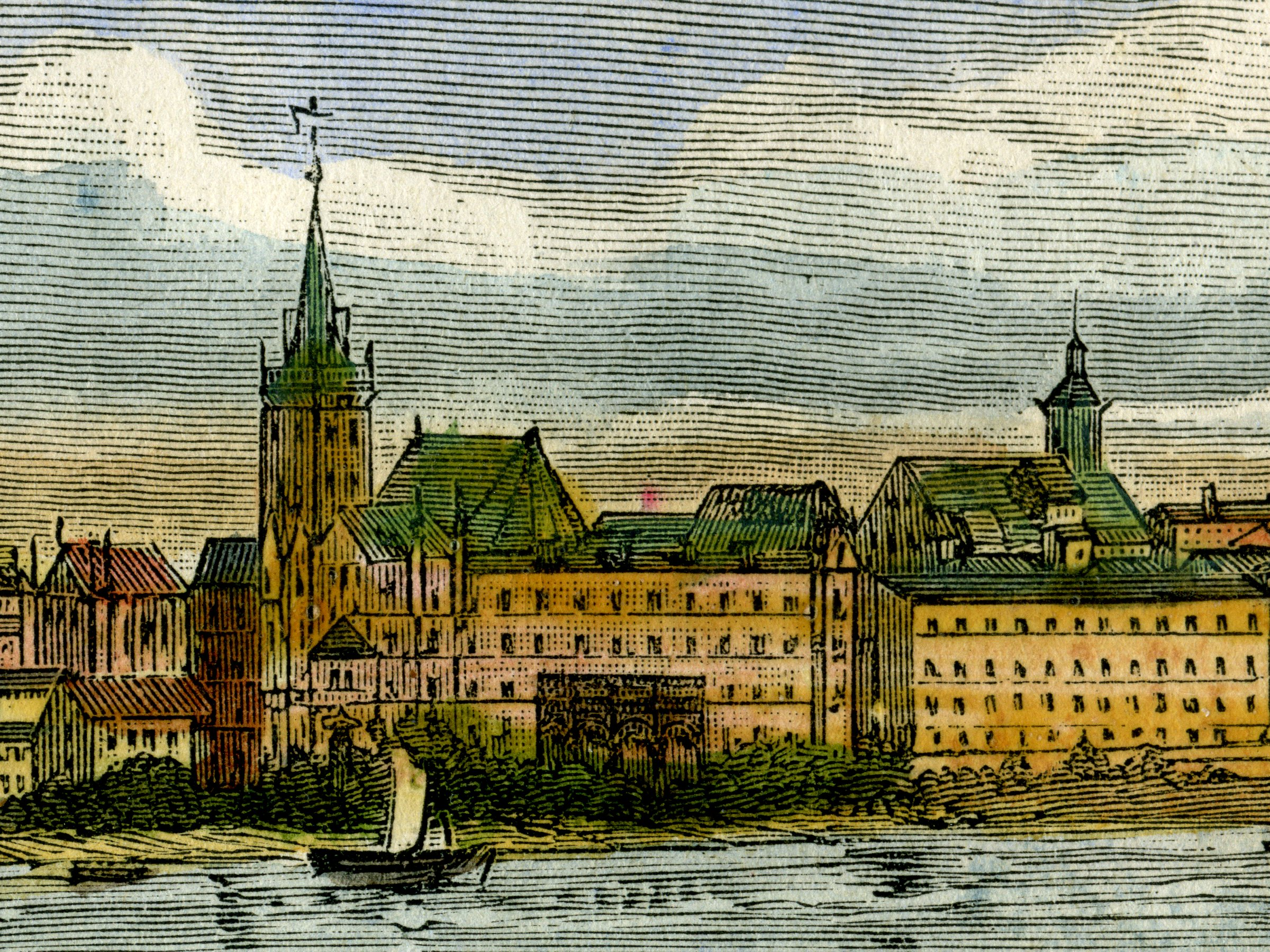
St. Marien Kirche, 1860
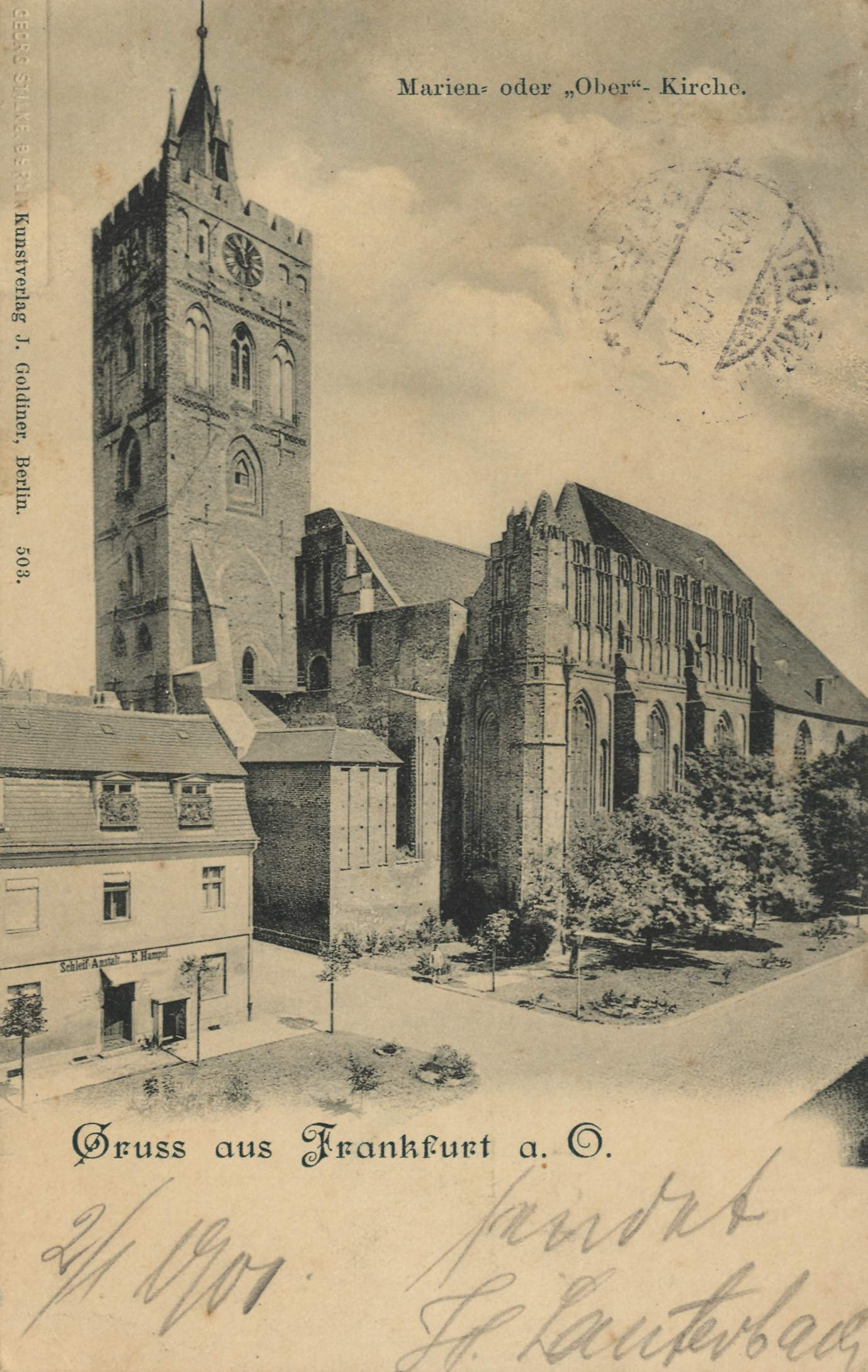
St. Marien Kirche, 1900
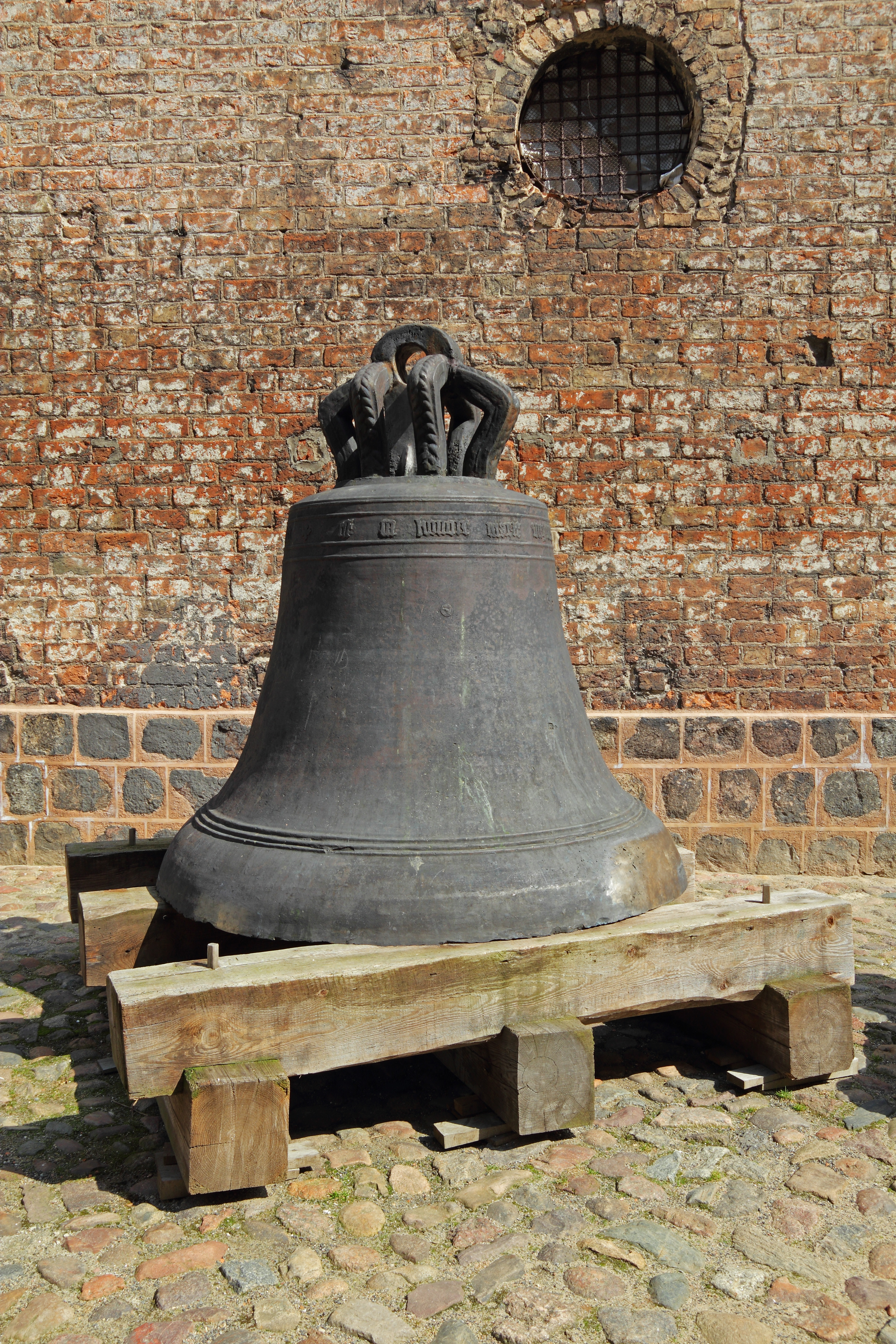
Kościelny dzwon
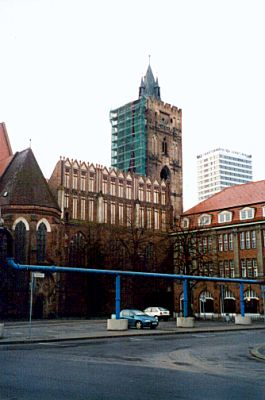
Remont
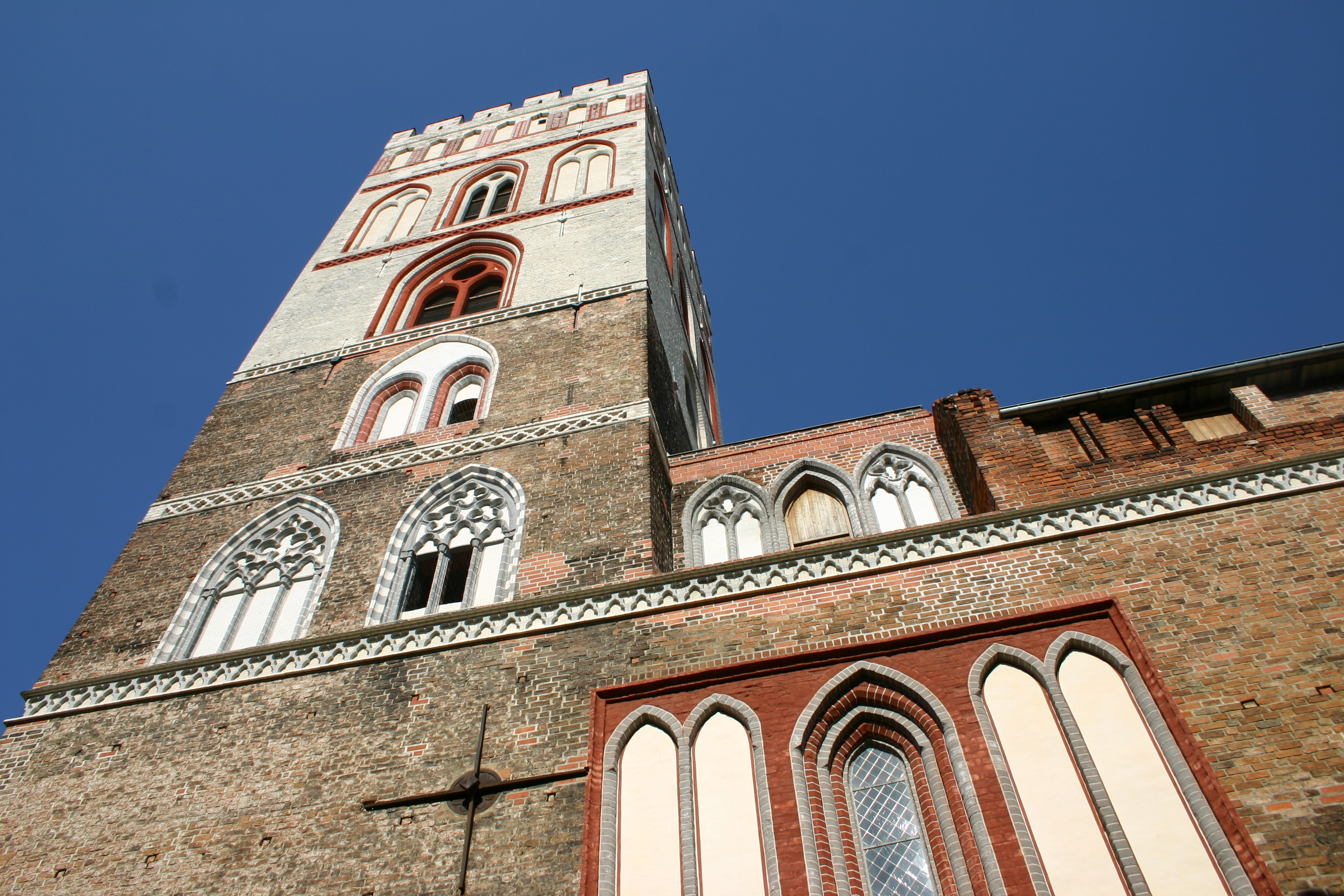
St. Marien Kirche od strony południowej